# Литани (операция)
 Тази статия е за конфликта.  За едноименната река вижте Литани (река).  
Операция „Литани“ е официалното име на израелската инвазия в Ливан през 1978 г. до река Литани. Нахлуването е военен успех, тъй като силите на Организацията за освобождение на Палестина (ООП) са изтласкани на север от реката. От друга страна, международното недоволство довежда до създаването на ЮНИФИЛ и до частичното изтегляне на Израел. Операцията е предхождана от отвличане на два израелски автобуса от части на „Фатах“ и смъртта на 38 от пътниците в тях.

## Ход на бойните действия
На 14 март 1978 г. Израел дава начало на операция „Литани“ след отвличането на два израелски автобуса от „Фатах“ и смъртта на 38 от пътниците. Операцията първоначално е наречена „Ави Хачочма“ (Баща на мъдростта), но по-късно е преименувана на „Литани“. Целта ѝ е да се изтласкат палестинските войнстващи групи, особено ООП, далеч от границата на Израел и да се подкрепи тогавашния съюзник на Израел – Южноливанската армия, поради нападенията над ливански християни и евреи и заради безмилостния артилерийски обстрел над Северен Израел. Районът на юг от река Литани, освен град Тир, е нападнат и окупиран в офанзива, продължила около седмица.
Операцията започва с въздушен, артилерийски и военноморски обстрел, след който пехотни и бронирани части на израелската армия (около 25 000 войници общо) нахлуват в Южен Ливан. Израелците първоначално превземат ивица земя около 10 km навътре, като започват наземна атака срещу всички палестински позиции по дължина на ливанската граница с Израел. Сухопътните войски се ръководят от двама дивизионни командити и атакуват едновременно по дължината на целия фронт. Парашутисти се приземяват от вертолети, за да превземат всички мостове на река Литани, отрязвайки възможността палестинските сили да се оттеглят, а след това се придвижват на север по реката.
Израелската армия не успява да влезе в схватка с голям брой палестински сили, които побягват на север. Много ливански цивилни граждани са убити от тежкия артилерийски обстрел и въздушните удари на Израел, което също причинява големи имуществени щети и вътрешно преселение. Според някои изследователи, израелската операция убива приблизително 1100 души, повече от които палестинци и ливанци. Според израелските военни доклади и вътрешни разследвания, поне 500 от жертвите са палестински бойци, първоначални удържащи фронта и убити при израелските сухопътни действия. Според други оценки, около 2000 ливанци и палестинци са убити.
Оценките за преселените хора от военните действия варират от поне 100 000 до 250 000. В Ливан навлизат и сирийски части, някои от които попадат и във визуалния обсег на израелската армия, но не участват в боевете. ООП се оттеглят на север от река Литани, продължавайки да обстрелват израелците. Израелската армия използва касетъчни боеприпаси, предоставени от САЩ. Според американския президент Джими Картър, тази употреба на касетъчни боеприпаси нарушава правното споразумение между Израел и САЩ, защото оръжието е предоставено за отбранителни цели при нападение над Израел. Израел, също така, предоставя американски оръжия на ливанската войска на Саад Хадад, което също е нарушение на американския закон. Администрацията на Картър се приготвя да уведоми Конгреса на САЩ, че американски оръжия се използвал незаконно, което би довело до спирането на военните помощи към Израел. Американският съвет в Йерусалим информира израелското правителство за плановете си и, според Картър, министър-председателят Бегин отговаря, че операцията е приключила.